# Česko-chorvatské vztahy
Česko-chorvatské vztahy jsou bilaterální vztahy mezi Českou republikou a Chorvatskem. Chorvatsko má velvyslanectví v Praze a honorární konzulát v Brně. Česká republika má velvyslanectví v Záhřebu a honorární konzuláty v Rijece a ve Splitu.
Obě země jsou řádnými členy Evropské unie, NATO a Rady Evropy.

## Dějiny
Území obou zemí byla až do konce první světové války součástí Rakouska-Uherska a později byla obě součástí socialistických federací.
Československo uznalo Chorvatsko 16. ledna 1992. Po rozpadu Československa se Chorvatsko a nově vzniklá Česká republika vzájemně uznaly a 1. ledna 1993 navázaly diplomatické styky.

## Kultura
Chorvatština i čeština patří do slovanské jazykové rodiny umožňující malou míru vzájemné srozumitelnosti. V Chorvatsku žije česká etnická menšina. Chorvatsko je mezi Čechy oblíbenou turistickou destinací.

## Evropská unie
Česká republika vstoupila do Evropské unie v roce 2004. Chorvatsko vstoupilo do Evropské unie v roce 2013.

## NATO
Česká republika vstoupila do Severoatlantické aliance v roce 1999. Chorvatsko vstoupilo do Severoatlantické aliance v roce 2009.

## Rezidentní diplomatické mise
- Chorvatsko má velvyslanectví v Praze.
- Česká republika má velvyslanectví v Záhřebu.

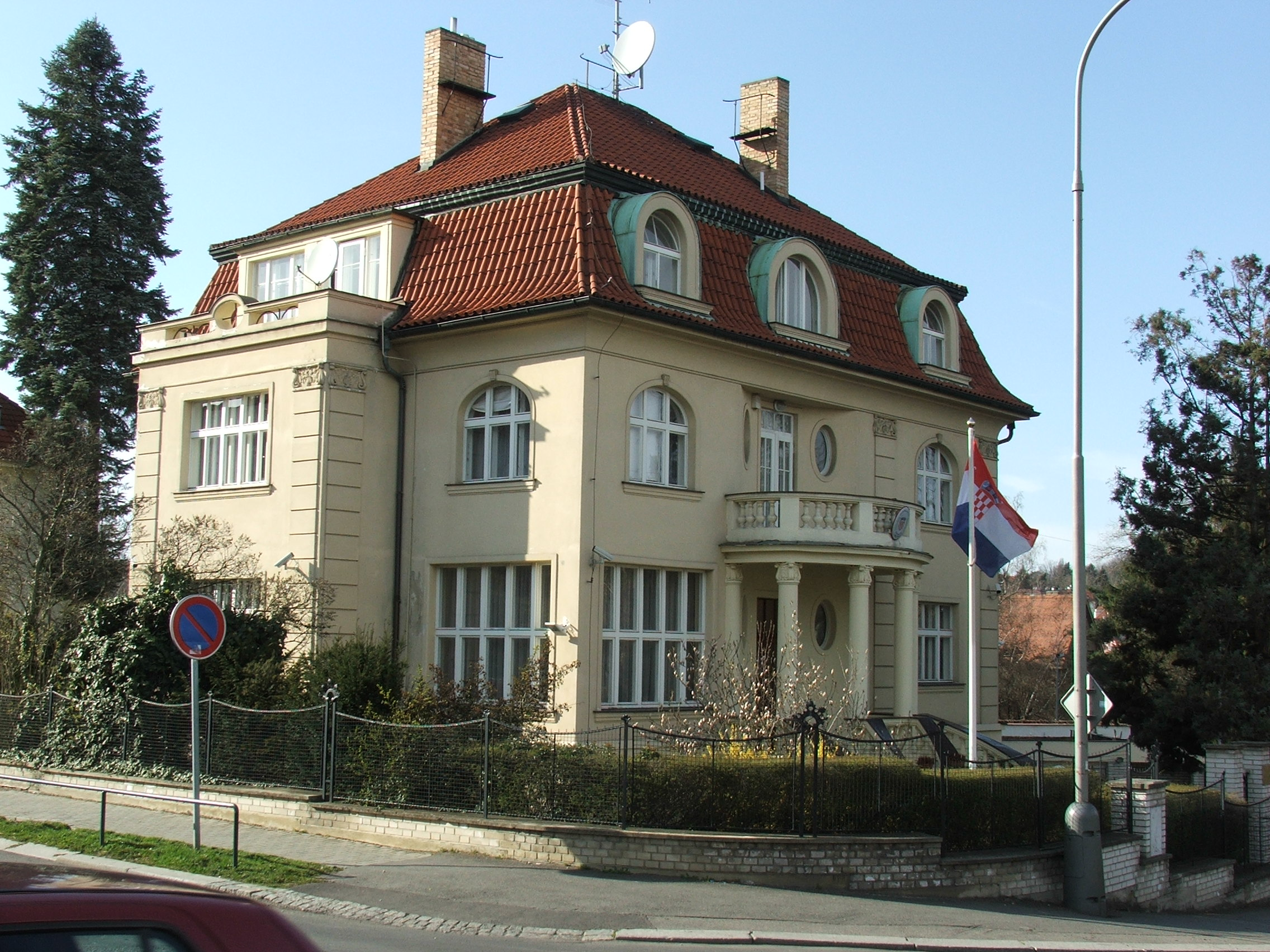
Velvyslanectví Chorvatska v Praze